# 近藤寿市郎
近藤 寿市郎（こんどう じゅいちろう、1870年5月15日（明治3年4月15日） - 1960年（昭和35年）4月14日）は、愛知県渥美郡高松村（現・田原市）出身の政治家。愛知県東三河地域を日本有数の農業生産地に変えた豊川用水の構想発案者として知られる。渥美郡会議員、愛知県会議員、衆議院議員、豊橋市第12代市長、建設会社の東海興業初代社長。

## 経歴

### 生い立ち

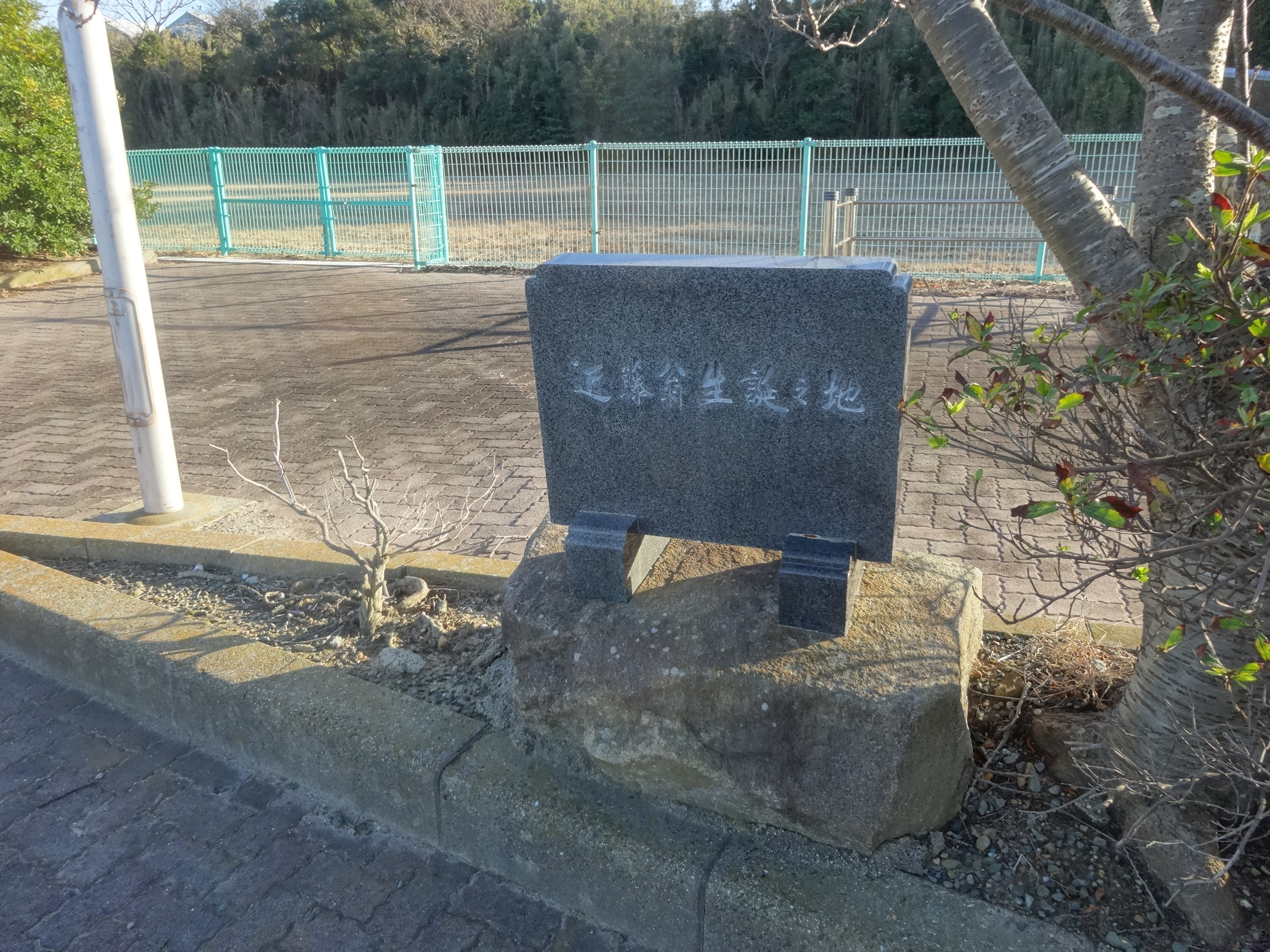
近藤寿市郎生誕の地であることを示す石碑。田原市高松町京塚の高松東部農村広場にある。

1870年（明治3年）、愛知県渥美郡高松村（現・田原市高松町）で、庄屋を務めていた家の長男として生まれた。
小学校の高等科卒業後、15歳の時に「これからの国民は法律をわきまえなければならない」と考えて、家族に告げることなく父の友人を頼って東京に上り、明治法律学校へ入校した。しかし、寿市郎は長男であり、家を継がなければいけない立場であった。間もなく父の懇願により帰郷し、高松村役場の書記をしながら明治法律学校の校外生として法律を学んだ。1892年（明治26年）6月には村の収入役、翌年3月には助役となっている。

### 政治家として
この時期、渥美半島では旧田原藩士族層（村松愛蔵・川澄徳次・八木重治等)を中心に自由民権運動が盛んであり、寿市郎もその影響を強く受けた。
1890年（明治23年）、20歳になった寿市郎は自由党に入党し、地元から村松愛蔵が衆議院議員選挙に立候補すると、熱心に選挙の応援を行った（村松は2度落選後、2度当選した）。特に1894年（明治27年）の第3回衆議院議員総選挙では村助役の立場にありながら1か月も高松村に帰らず、暴力も行き交う選挙戦に熱心に加わった。翌1895年3月。助役を辞職し、東三河地方の中心地である豊橋町に転居し、自由党東三支部に参加した。その後、新聞であり、自由党の地方機関紙でもあった『東海日報』、その後『新朝報』の記者となり、1904年（明治37年）には社長となった。
1923年（大正12年）より愛知県会議員を4期務めた。県会議員の時に1921年（大正10年）7月から12月にかけて5ヶ月間、シンガポール・マレーシア・インドネシア方面に行き、東三河の発展のヒントとなる港の建設工事や農業水利事業を視察した。

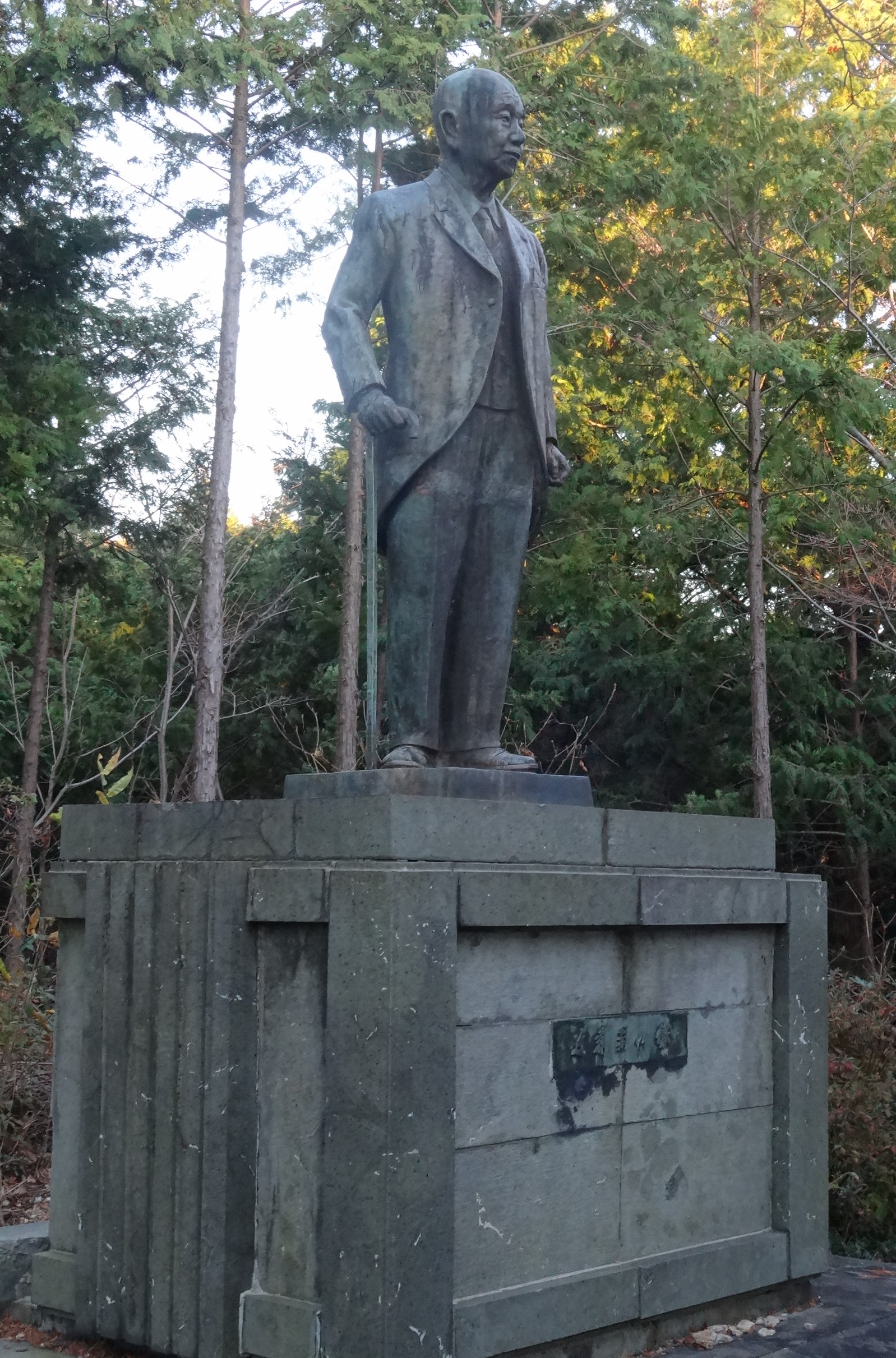
豊橋市赤岩山内に建つ近藤寿市郎銅像。近藤が亡くなる2か月前の1960年（昭和35年）2月に近藤翁寿像建設会によって建てられている。

のち、1932年（昭和7年）に第18回衆議院議員総選挙で当選し、立憲政友会の所属議員として1期、1936年（昭和11年）より豊橋市会議員を1期、1941年（昭和16年）から1945年まで豊橋市長を務めた。戦時中に豊橋市長を務めていたゆえ、同時に大政翼賛会豊橋市支部長の職にあった。このためGHQによって公職追放処分を受けた。その時既に老齢であったため、それを機に政治の世界からは引退した。政界引退後は、終戦後の食糧増産のため機械での開拓開墾を進めるべく、1946年（昭和21年）6月に豊橋政財界人らと共に「豊橋市の総合建設会社」として東海興業（豊橋市）を創立、初代社長に就任して世を去る前までその職務に当たった。

## 豊川用水通水以前の赤羽根地区
寿市郎の出身地である渥美半島の赤羽根地区を含む表浜（遠州灘に面した区域）一帯では、かんがい用水だけでなく、飲料水、生活用水の不足にも悩まされていた。赤羽根は土地が高く水が出ないので、雨水をためたり、井戸水をかめにためたりして使用した。共同井戸から家庭に水を運ぶのは主婦やこどもの仕事であり、重労働であった。寿市郎の出身地である高松町の隣の地区（田原市大草町）出身の作家である山田もとの「水の歌」には、しゅうとめに教えてもらいながら寒空に水くみをする主人公のようすが描かれている。

## 豊川用水構想
日露戦争後の1905年(明治38年)、渥美郡の農民は天水や井戸水に頼る他なく、度々干害被害に遭っていた。近藤寿市郎は国民の生活を安定させるためには、開墾開拓、土地改良、灌漑用水等を行い、食糧を増産する事が必要であると考えていた。
1921年（大正10年）当時、愛知県会の議員だった寿市郎は、東南アジアへ単身視察に行った。その時にジャワ島で見たオランダの農業水利事業をもとに、奥三河の宇連川に大貯水池を築き渥美半島などへ灌漑用水を建設する計画を思い付いた。自叙伝「今昔物語」の中で、寿市郎はこう回想している。
帰国後、それを別の案件などと共に私案として県会に提出するも「近寿の大風呂敷」「世紀の大ボラ」などと一笑に付され、まともに取り上げられることはなかった。その時、愛知県耕地課長横田利喜一氏が共鳴し、共同で鳳来寺山脈にダムを築く案を立て、農林省に陳情したが一蹴された。しかし寿市郎は諦めずに豊川用水の必要性を力説し続けた。衆議院議員に転身した後も主張をし続け、ついに1932年（昭和7年）、国営事業として豊川用水の建設が実施されることとなった。ところが、この時の事業計画は、日中戦争・太平洋戦争の勃発によりいつの間にか立ち消えになってしまった。
戦後、再び豊川用水構想は実現へと進み始めるが、寿市郎がその完成を目にすることは叶わず、1960年（昭和35年）に89歳で世を去った。豊川用水が全通したのは、1968年（昭和43年）のことであった。

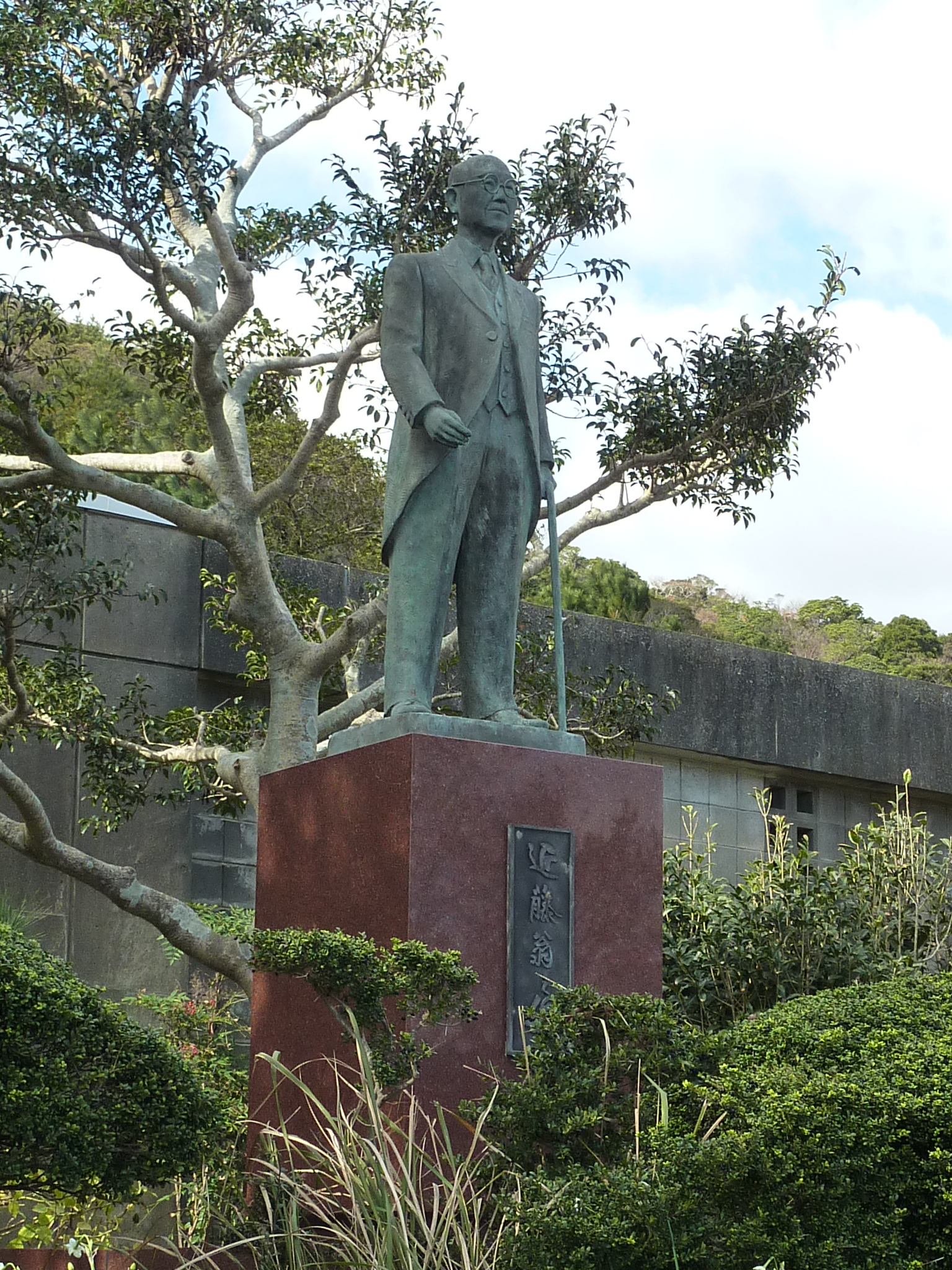
田原市赤羽根町に建つ近藤寿市郎胴像。1994年（平成6年）建設。出身地・高松町の温室地帯を見下ろす位置に建てられている

## 近寿の三大ホラ
豊川用水構想を県会に提出する際、三河湾を日本屈指の港として整備し、浜名湖と三河湾を結ぶ運河を建設すること、渥美郡赤羽根村池尻川を避難港兼漁港にすることを同時に提唱した。しかしながら、当時としてはあまりにも壮大な話であったために、それらの提案はまとめて「近寿（こんじゅ）の三大ホラ」と言われた。後に一つめのホラは現在の宇連ダムおよび豊川用水として実現し、その恩恵により東三河地域は日本屈指の農業生産地に発展したため、近藤寿市郎は「豊川用水の生みの親」として地元で尊敬を集めている。また、二つめのホラも一部は現在の三河港として、三つめのホラも1952年（昭和27年）に遠州灘における唯一の第四種漁港として指定を受け現在の赤羽根漁港として、いずれも戦後になってから実現されている。